# Bistum San Juan Bautista de las Misiones
Das Bistum San Juan Bautista de las Misiones (lat.: Dioecesis Sancti Ioannis Baptistae a Missionibus, span.: Diócesis de San Juan Bautista de las Misiones) ist eine in Paraguay gelegene römisch-katholische Diözese mit Sitz in San Juan Bautista.

## Geschichte
Das Bistum San Juan Bautista de las Misiones wurde am 19. Januar 1957 durch Papst Pius XII. aus Gebietsabtretungen des Erzbistums Asunción und des Bistums Villarrica errichtet. Es wurde dem Erzbistum Asunción als Suffraganbistum unterstellt.

## Bischöfe von San Juan Bautista de las Misiones
- Ramón Pastor Bogarín Argaña, 1957–1976
- Carlos Milcíades Villalba Aquino, 1978–1999
- Mario Melanio Medina Salinas, 1999–2017
- Pedro Collar Noguera, 2017–2023, dann Bischof von Ciudad del Este
- Osmar López Benítez, seit 2025